# Distrito de Burera
Burera es un distrito (akarere) de la provincia Norte de Ruanda. Su capital es la localidad de Cyeru.

## Geografía
El distrito de Burera se encuentra en el norte de Ruanda, junto a la frontera con Uganda. Limita al norte con Uganda, al oeste con el distrito de Musanze, al este con el de Gicumbi, y al sur con los de Gakenke y Rulindo.
En este distrito se encuentran los lagos Burera y Ruhondo. Se trata de una zona turística del país. En este distrito también se encuentra el puesto fronterizo de Cyanika, que permite la entrada a Kisoro, en el sur de Uganda.

## Sectores
El distrito de Burera se divide en 17 sectores (imirenge): Bungwe, Butaro, Cyanika, Cyeru, Gahunga, Gatebe, Gitovu, Kagogo, Kinoni, Kinyababa, Kivuye, Nemba, Rugarama, Rugendabari, Ruhunde, Rusarabuge y Rwerere.